# Neuontobotrys lanata
Neuontobotrys lanata är en korsblommig växtart som först beskrevs av Wilhelm Gerhard Walpers, och fick sitt nu gällande namn av Al-shehbaz. Neuontobotrys lanata ingår i släktet Neuontobotrys och familjen korsblommiga växter. Inga underarter finns listade i Catalogue of Life.